# Suicídio do piloto

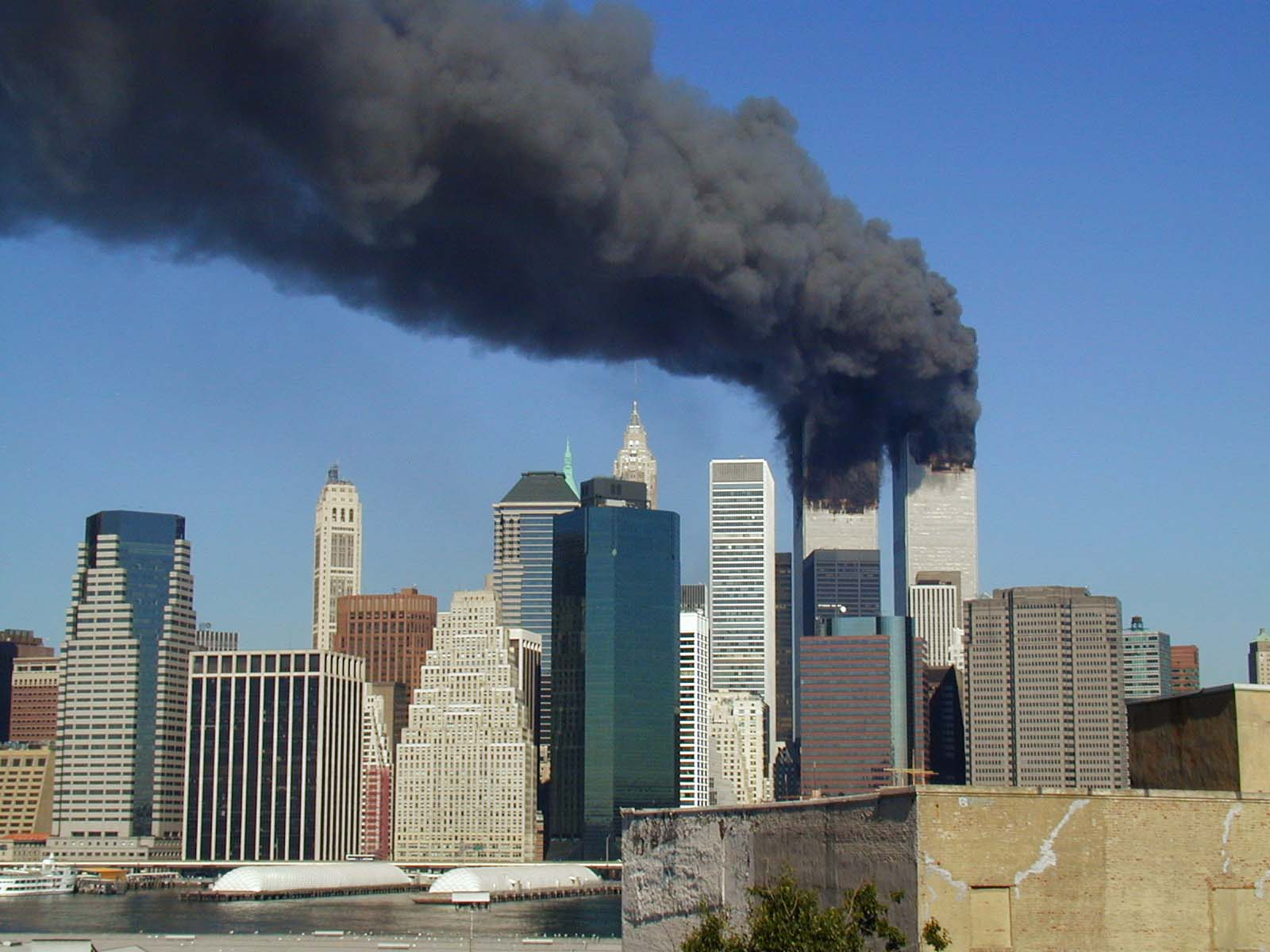
Ataques suicidas ao World Trade Center em 11 de setembro de 2001.

Suicídio do piloto é um evento em que um piloto certificado ou não certificado causa deliberadamente o acidente, destruindo a aeronave em uma tentativa de suicídio, às vezes para matar passageiros a bordo ou pessoas no solo. Isso às vezes é descrito como um assassinato - suicídio. Suspeita-se que seja uma possível causa dos acidentes de vários voos comerciais e seja confirmada como causa em outros. Geralmente é difícil para os investigadores de acidentes determinarem os motivos dos pilotos, uma vez que eles às vezes agem deliberadamente para desligar dispositivos de gravação ou impedir outras investigações futuras. Como resultado, o suicídio do piloto pode ser difícil de provar com certeza.
Os investigadores não qualificam os incidentes de aeronaves como suicídio, a menos que existam provas convincentes de que o piloto estava fazendo isso. Esta evidência incluiria notas de suicídio, tentativas anteriores, ameaças de suicídio ou uma história de doença mental. Em um estudo de suicídios do piloto de 2002 a 2013, oito casos foram identificados como suicídios definidos, com cinco casos adicionais de causa indeterminada que podem ter sido suicídios. Investigadores também podem trabalhar com especialistas em terrorismo, verificando se há ligações com grupos extremistas para tentar determinar se o suicídio foi um ato de terrorismo.
A maioria dos casos de suicídio por piloto envolve a aviação geral em aeronaves pequenas. Na maioria deles, o piloto é a única pessoa a bordo da aeronave. Em cerca de metade dos casos, o piloto estava usando drogas, geralmente álcool ou antidepressivos, que os proibiriam de voar. Muitos desses pilotos tinham histórias de doenças mentais que ocultaram dos reguladores.

## Ataques suicidas da Segunda Guerra Mundial

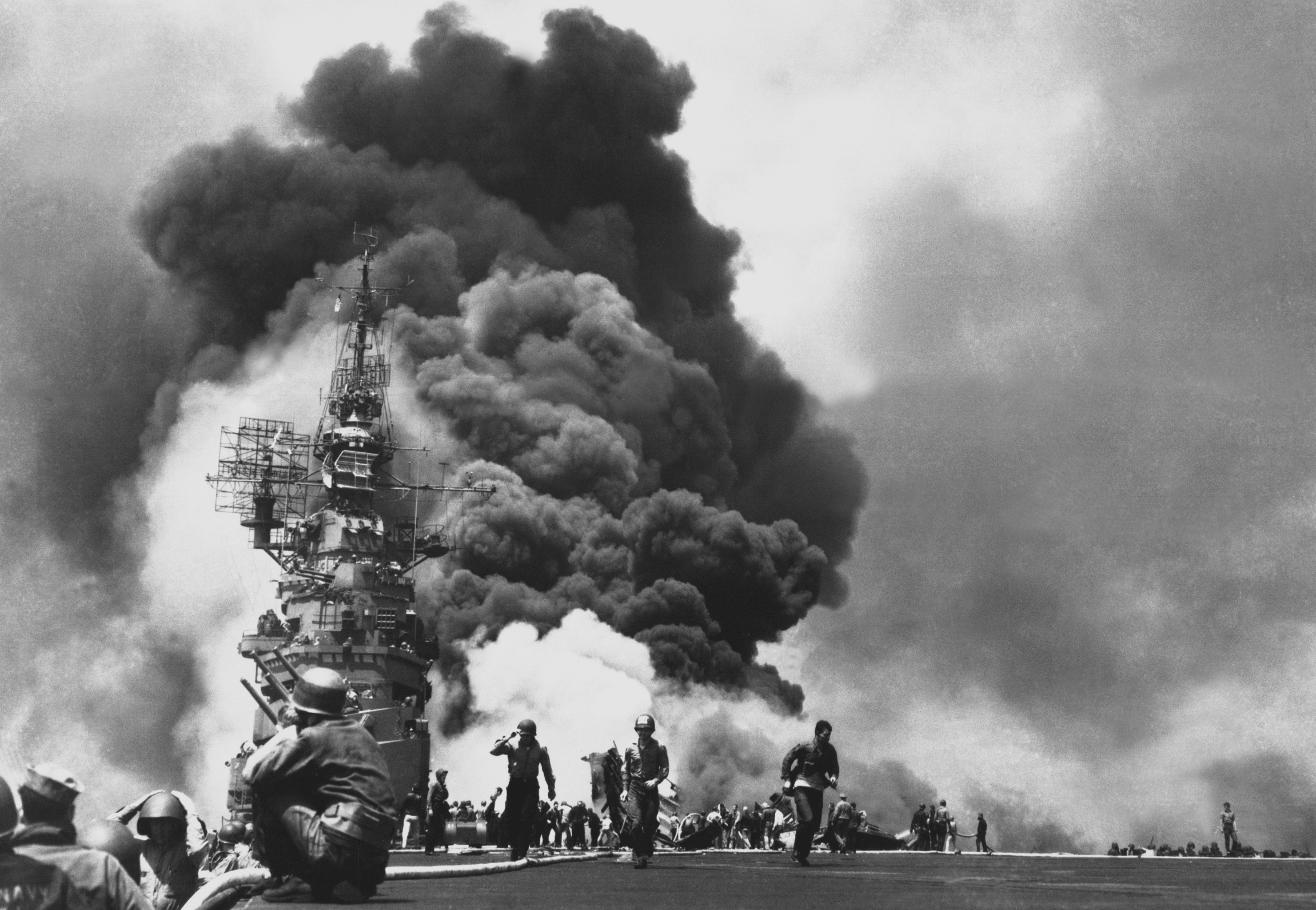
Impacto de dois kamikazes no USS Bunker Hill

Durante a Segunda Guerra Mundial, o aviador russo Nikolai Gastello foi o primeiro piloto soviético creditado com um (mais tarde contestado) "taran de fogo" em um ataque suicida de uma aeronave em um alvo terrestre, embora sua aeronave tivesse sido abatida e estivesse em uma descida rápida parcialmente controlável.  Outro exemplo inicial ocorreu durante o ataque a Pearl Harbor, onde o primeiro-tenente Fusata Iida disse a seus homens antes de decolar que, se sua aeronave fosse gravemente danificada, ele a colidiria com um "alvo inimigo digno".
Nos anos seguintes, houve mais ataques suicidas; os mais conhecidos pelos aviadores militares são os ataques do Império do Japão, chamados kamikaze, contra navios da Marinha Aliada nos estágios finais da campanha do Pacífico da Segunda Guerra Mundial. Esses ataques foram projetados para destruir navios de guerra de forma mais eficaz do que era possível com ataques convencionais; entre outubro de 1944 e 1945, 3.860 pilotos kamikaze cometeram suicídio dessa maneira.

## Voo Germanwings 9525

Andreas Lubitz, o copiloto do voo Germanwings 9525 que derrubou a aeronave propositalmente, trancando-se sozinho na cabine de comando.

Um suicídio do piloto com grande repercussão internacional ocorreu no voo Germanwings 9525. Em 24 de março de 2015, o avião caiu a cem quilômetros a noroeste de Nice nos Alpes Franceses. Todos os 144 passageiros e seis membros da tripulação foram mortos. O acidente foi causado intencionalmente pelo copiloto Andreas Lubitz, que já havia sido tratado por tendências suicidas, porém não informou à companhia sobre isso. Pouco após chegar à altitude de cruzeiro, enquanto o comandante estava fora da cabine de comando, ele trancou a porta e iniciou uma descida controlada até que o avião se chocou contra os Alpes.

## Prevenção
Os regulamentos dos EUA exigem que pelo menos dois membros da tripulação de voo estejam na cabine o tempo todo por razões de segurança, para poder ajudar em qualquer emergência médica ou outra, incluindo intervir se um membro da tripulação tentar derrubar o avião. Após a queda deliberada do voo Germanwings 9525 em 24 de março de 2015, algumas companhias aéreas europeias, canadenses e japonesas adotaram uma política de dois no cockpit assim como todas as companhias aéreas australianas para aeronaves com 50 ou mais assentos de passageiros.